# Mařenka Zieglerová
Mařenka Zieglerová, vlastním jménem Marie Zieglerová (7. února 1881 Královské Vinohrady – 7. listopadu 1966 Mělník), byla operetní subreta a herečka.

## Život
Mařenka Zieglerová pocházela z vinohradské umělecké rodiny. Její otec byl švec a křídlovkář. Její bratří hráli na křídlovku a na housle, sestry byly tanečnice. Nejznámější z nich byla Adéla Zieglerová (později Srnová, 1869–1935), která byla sólistkou Národního divadla v letech 1885–1900. Její neteř Hana Zieglerová (později Želenská) byla operetní subreta.

### Divadelní kariéra
Jako dítě vystupovala v drobných baletních sólech na Národním divadle, jako herečka a zpěvačka začala vystupovat v divadle Uranie. V Plzni vystupovala v letech 1899–1900, v Brně v roce 1900, ve Švandově smíchovské Aréně v období 1901 a 1903–1906. V letech 1906–1907 hostovala v USA a poté se stala ředitelkou a majitelkou Lidového divadla M. Zieglerové v Libni (nyní Divadlo pod Palmovkou). Během první světové války vystupovala v Ostravě a v období první republiky v různých pražských divadlech.

### Rodinný život
Poprvé se provdala 23. července 1901 za krejčovského mistra Antonína Kříže (1870–??); toto manželství bylo po dohodě dobrovolně rozvedeno roku 1909 a rozloučeno v roce 1922. Jejím druhým manželem byl František Grabinger (1909–1994), který byl divadelním ředitelem divadelní společnosti v Ostravě, u které prožila 1. světovou válku.

## Filmografie
- 1938 Bláhové děvče (role: Sádlova partnerka v operetě)
- 1938 Vandiny trampoty (role: Krouskýho žena)
- 1937 Batalion (role: šenkýřka v Batalionu)
- 1933 Jsem děvče s čertem v těle (role: Nataša Dmitrijevna)
- 1928 Haničko, co s tebou bude? (role: domovnice Hedvika Tichá)
- 1928 Modrý démant (role: matka)
- 1927 Bahno Prahy (role: Tatarova bytná)
- 1927 Haničko, co s tebou bude?